# Eremencyrtus
Eremencyrtus är ett släkte av steklar. Eremencyrtus ingår i familjen sköldlussteklar.
Kladogram enligt Catalogue of Life:
| Eremencyrtus | \| \| Eremencyrtus neoptolemus \| \| \| \| \| \| Eremencyrtus unifasciatus \| \| \| \| |
|              | \| \| Eremencyrtus neoptolemus \| \| \| \| \| \| Eremencyrtus unifasciatus \| \| \| \| |
|              | Eremencyrtus neoptolemus                                                               |
|              |                                                                                        |
|              | Eremencyrtus unifasciatus                                                              |
|              |                                                                                        |